# オクセル＝バ
オクセル＝バ （Auxelles-Bas、フランク＝コントワ語:Ossarre-Bé）は、フランス、ブルゴーニュ＝フランシュ＝コンテ地域圏、テリトワール・ド・ベルフォール県のコミューン。

## 地理
村はヴォージュ山脈の南側のふもとにあり、オート＝ソーヌ県との県境に位置している。

## 由来
村の名前（Axella, Ascella, Accella, Assel）が言及されるのは1130年以降である。
- Aucelle (1282年), Assel (1628年), Auselle/Auxelle (1655年)。
- ドイツ語 : Nieder-Assel[1]

## 歴史

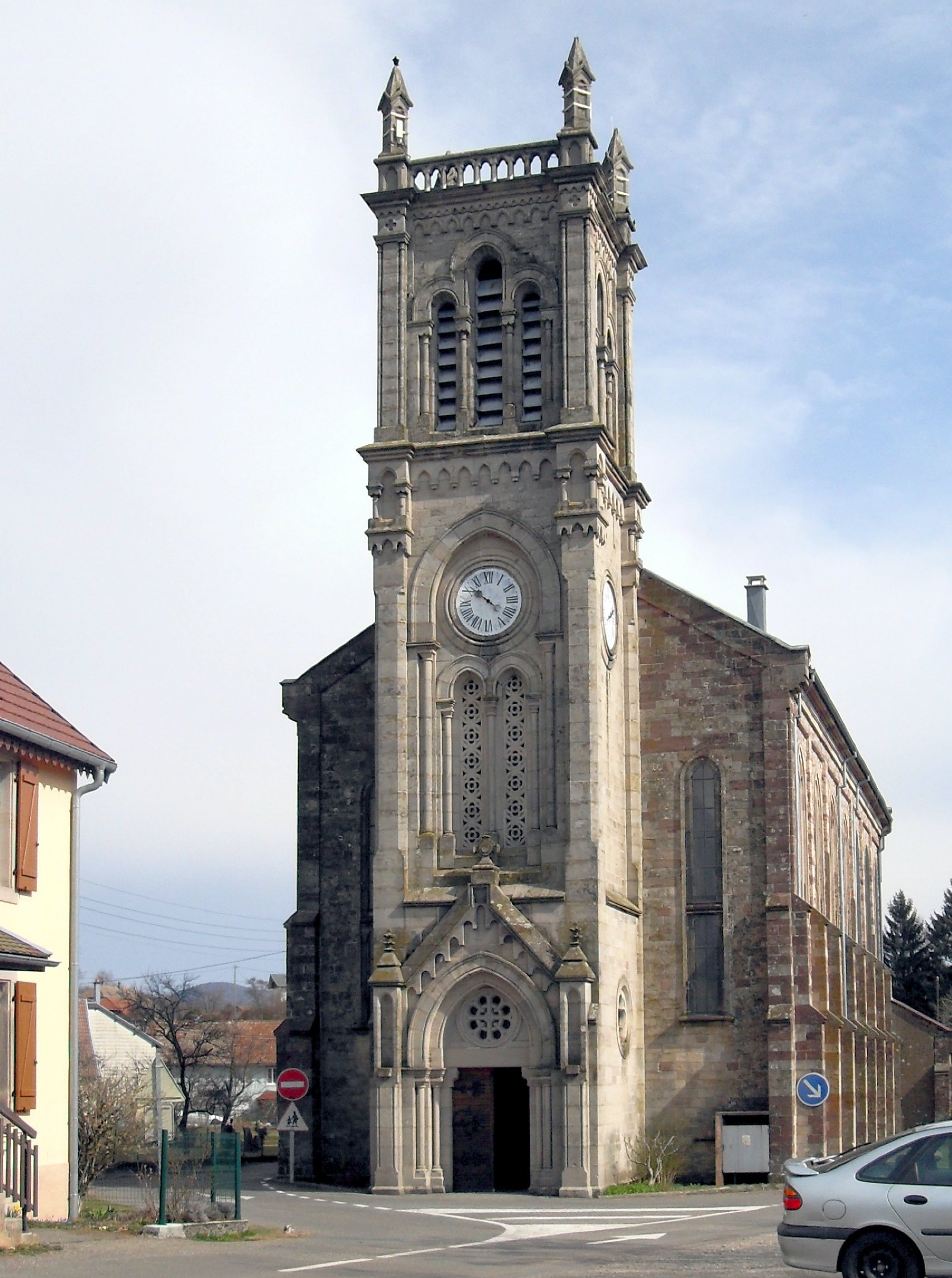
サント・カトリーヌ教会

この地にはローマ時代から人が定住していた可能性が高い。なぜならば、ヴォージュ山脈の南側から並行して走っていたラングル-ストラスブール間の道と、サヴルーズ川谷に沿ってマンドゥールから伸びる道との交差地点にあたったからである。
オクセルの封土はティエリー・ド・モンベリアールに帰属していたが、12世紀に封土はニコラ・ドクセルに寄進された。1520年にはフェレット伯爵が所持するところとなり、フランス革命までそれが続いた。1569年、オクセルの村はオクセル＝バとオクセル＝オーの2つに分かれていた。13世紀に建設された城は10年戦争（fr）中の1635年に焼失し、18世紀に住民たちが城の石を個人的用途に利用するため解体した。
ヴォージュ山脈南部には、14世紀末に採掘された鉱脈がある。とりわけ、銀を含有する鉱物ガレーヌは掘り出された後現地で加工され、森林は坑道の資材や、鉱物の加工に必要なエネルギー資材として木材を供給していた。コミューン内では数か所の坑道と抗が掘削された。この経済活動は、17世紀までヴォージュ山麓の経済発展の重要な要素となっていた。フランス革命まで衰退の時代が続いた後、1824年前後に導入された織機の設置によって19世紀に再び経済活動が発展した。1882年には綿織物の織機が130台あり、小麦を挽く製粉所が3か所、皮革用の製粉所（皮なめしに用いるオーク樹皮を粉砕するため）があった。
13世紀、村はショーの町の教区の一部だった。教区はラシャペル・スー・ショーの教区に付随するものとみなされていた。オクセルの城に付属していた礼拝堂は、18世紀半ばに解体された。現在の教会は、1870年代初めに建設され、聖カトリーヌに捧げられている。

## 人口統計
| 1962年 | 1968年 | 1975年 | 1982年 | 1990年 | 1999年 | 2006年 | 2015年 |
| ------ | ------ | ------ | ------ | ------ | ------ | ------ | ------ |
| 321    | 283    | 325    | 361    | 353    | 461    | 469    | 474    |

参照元:1962年から1999年までは複数コミューンに住所登録をする者の重複分を除いたもの。それ以降は当該コミューンの人口統計によるもの。1999年までEHESS/Cassini、2006年以降INSEE。

## 参照
1. ↑  Dictionnaire topographique du département du Haut-Rhin - Georges Stoffel (1868).
2. ↑  http://cassini.ehess.fr/cassini/fr/html/fiche.php?select_resultat=2067
3. ↑  https://www.insee.fr/fr/statistiques/3293086?geo=COM-90005
4. ↑  http://www.insee.fr